# Campeonato Sudamericano 1920
El Campeonato Sudamericano de Selecciones 1920 fue la cuarta edición del Campeonato Sudamericano de Selecciones, competición que posteriormente sería denominada como Copa América y que es el principal torneo internacional de fútbol por selecciones nacionales en América del Sur. Se desarrolló en Viña del Mar, Chile, entre el 11 de septiembre y el 26 de septiembre de 1920.
En esta edición, Chile vistió la camiseta roja por primera vez. Dicho color representaba a la National Football Association, precursora de la actual ANFP. Dicha federación fue fundada en el Puerto de Valparaíso como la primera liga nacional.
En este torneo americano participaron los mismos países que en las anteriores ediciones, y Uruguay terminó siendo el campeón.

## Organización

### Sede
| Viña del Mar             |
| ------------------------ |
| Valparaíso Sporting Club |
| Capacidad: ¿?            |
|                          |

### Árbitros
- João de Maria
- Carlos Fanta
- Francisco Jiménez
- Martín Aphesteguy

## Equipos participantes
Participaron las selecciones de las cuatro asociaciones afiliadas a la Confederación Sudamericana de Fútbol en esa época.
| Equipos participantes | Equipos participantes | Equipos participantes | Equipos participantes |
| --------------------- | --------------------- | --------------------- | --------------------- |
| Argentina             | Brasil                | Chile                 | Uruguay               |

## Resultados

### Posiciones
| Selección | Pts. | PJ | PG | PE | PP | GF | GC | Dif. |
| --------- | ---- | -- | -- | -- | -- | -- | -- | ---- |
| Uruguay   | 5    | 3  | 2  | 1  | 0  | 9  | 2  | +7   |
| Argentina | 4    | 3  | 1  | 2  | 0  | 4  | 2  | +2   |
| Brasil    | 2    | 3  | 1  | 0  | 2  | 1  | 8  | –7   |
| Chile     | 1    | 3  | 0  | 1  | 2  | 2  | 4  | –2   |

### Partidos
| 11 de septiembre de 1920 | Chile | 0:1 (0:0) | Brasil       | Estadio Sporting, Viña del Mar                                          |                                                                         |
|                          |       |           | Alvariza 53' | Asistencia: 15 000 espectadores Árbitro(s): Martín Aphesteguy (Uruguay) | Asistencia: 15 000 espectadores Árbitro(s): Martín Aphesteguy (Uruguay) |

| 12 de septiembre de 1920                                                     | Argentina      | 1:1 (0:1) | Uruguay        | Estadio Sporting, Viña del Mar                                        |                                                                       |
|                                                                              | Echeverría 75' |           | 10' Piendibene | Asistencia: 17 000 espectadores Árbitro(s): Francisco Jiménez (Chile) | Asistencia: 17 000 espectadores Árbitro(s): Francisco Jiménez (Chile) |
| Primer penal atajado en la historia de la Copa América, favorable a Uruguay. |                |           |                |                                                                       |                                                                       |

| 18 de septiembre de 1920 | Uruguay                                                                  | 6:0 (3:0) | Brasil | Estadio Sporting, Viña del Mar                                  |                                                                 |
|                          | Romano 23', 60' · A. Urdinarán 26' (pen.) · Pérez 29', 65' · Campolo 48' |           |        | Asistencia: 9 000 espectadores Árbitro(s): Carlos Fanta (Chile) | Asistencia: 9 000 espectadores Árbitro(s): Carlos Fanta (Chile) |

| 20 de septiembre de 1920                               | Chile       | 1:1 (1:1) | Argentina      | Estadio Sporting, Viña del Mar                                     |                                                                    |
|                                                        | Bolados 30' |           | 13' Dellavalle | Asistencia: 16 000 espectadores Árbitro(s): João de Maria (Brasil) | Asistencia: 16 000 espectadores Árbitro(s): João de Maria (Brasil) |
| El futbolista João de Maria tuvo que hacer de árbitro. |             |           |                |                                                                    |                                                                    |

| 25 de septiembre de 1920 | Argentina                      | 2:0 (1:0) | Brasil | Estadio Sporting, Viña del Mar                                          |                                                                         |
|                          | Echeverría 40' · Libonatti 73' |           |        | Asistencia: 12 000 espectadores Árbitro(s): Martín Aphesteguy (Uruguay) | Asistencia: 12 000 espectadores Árbitro(s): Martín Aphesteguy (Uruguay) |

| 26 de septiembre de 1920 | Uruguay                | 2:1 (1:0) | Chile         | Estadio Sporting, Viña del Mar                                   |                                                                  |
|                          | Romano 37' · Pérez 65' |           | 60' Domínguez | Asistencia: 16 000 espectadores Árbitro(s): Carlos Fanta (Chile) | Asistencia: 16 000 espectadores Árbitro(s): Carlos Fanta (Chile) |

|                                          |
| Bandera de Uruguay                       |
| Campeón Uruguay 3.er título (2.º trofeo) |

### Goleadores
| Jugador           |  | Selección | Goles |
| ----------------- |  | --------- | ----- |
| José Pérez        |  | Uruguay   | 3     |
| Ángel Romano      |  | Uruguay   | 3     |
| Raúl Echeverría   |  | Argentina | 2     |
| Ismael Alvariza   |  | Brasil    | 1     |
| José Piendibene   |  | Uruguay   | 1     |
| Antonio Urdinarán |  | Uruguay   | 1     |
| Antonio Campolo   |  | Uruguay   | 1     |
| Hernando Bolados  |  | Chile     | 1     |
| Miguel Delavalle  |  | Argentina | 1     |
| Julio Libonatti   |  | Argentina | 1     |
| Aurelio Domínguez |  | Chile     | 1     |

### Mejor jugador del torneo
- José Piendibene.[2]